# 登坂秀
登坂 秀（とさか しげる、1923年〈大正12年〉7月15日 - ）は、日本の政治家。渋川市長を務めた。

## 経歴
群馬県群馬郡豊秋村（現・渋川市）の農家に生まれる。旧制渋川中学校（現・群馬県立渋川高等学校）を経て1943年に東京高等農林学校（現・東京農工大学）農学科を卒業。同年農林省に入省。兵役を終えて復員後は一時群馬県農業会に勤務。農林省に復職し1971年には農林経済局課長補佐となる。統計情報部企画情報課在職中に渋川市長・石北正司の招きにより1973年に渋川市収入役に就任。
1981年、渋川市長選挙に立候補し初当選を果たす。1985年、渋川市長選挙に出馬し2回目の当選。1989年、渋川市長選挙に出馬し3回目の当選。1993年、渋川市長選挙に出馬し4回目の当選。1997年、渋川市長選挙に出馬し5回目の当選。連続5期20年間にわたって渋川市長を務めた。2000年、渋川市とイタリア共和国ウンブリア州フォリーニョ市との姉妹都市提携を実現した。2001年、木暮治一を事実上の後継として、政界を引退した。
2023年7月、100歳を迎えたため、現市長の高木勉の訪問を受けた。
上記のほかに、群馬県市長会長、群馬県市町村職員共済組合理事長、群馬県農業共済組合連合会長、渋川地区広域市町村圏振興整備組合理事長などの要職を歴任した。

## 人物
「日本のまんなか緑の渋川」というフレーズを考案し、渋川市を「へその町」として売り出し、「渋川へそ祭り」の開催を推進した。また、渋川市への日本シャンソン館の誘致や渋川市美術館、桑原巨守彫刻美術館の設立にも貢献した。さらに、埼玉県加須市及び本庄市との災害時相互応援協定を締結し、渋川市の安全安心都市の礎を築いた。

## 主な著書
- 『美の町 人を潤す』白日社、2002年
- 『語り継ぐ回天　ああ回天総集編　誕生から戦後六十年の歩み』（共著）赤坂印刷、2005年